# ده شول (غوغر)
ده شول (بالفارسية: ده شول) هي قرية تقع في إيران في قسم غوغر الريفي.